# 暑中見舞い
暑中見舞い（しょちゅうみまい）とは、暑中に知人などへ安否を尋ねるために家を訪問したり、手紙を出すこと。または、その手紙や贈り物そのものを指す。関連する残暑見舞い（ざんしょみまい）についても取り扱う。
本来は、1年で最も暑い時期に相手の健康を気遣う趣旨のものである。

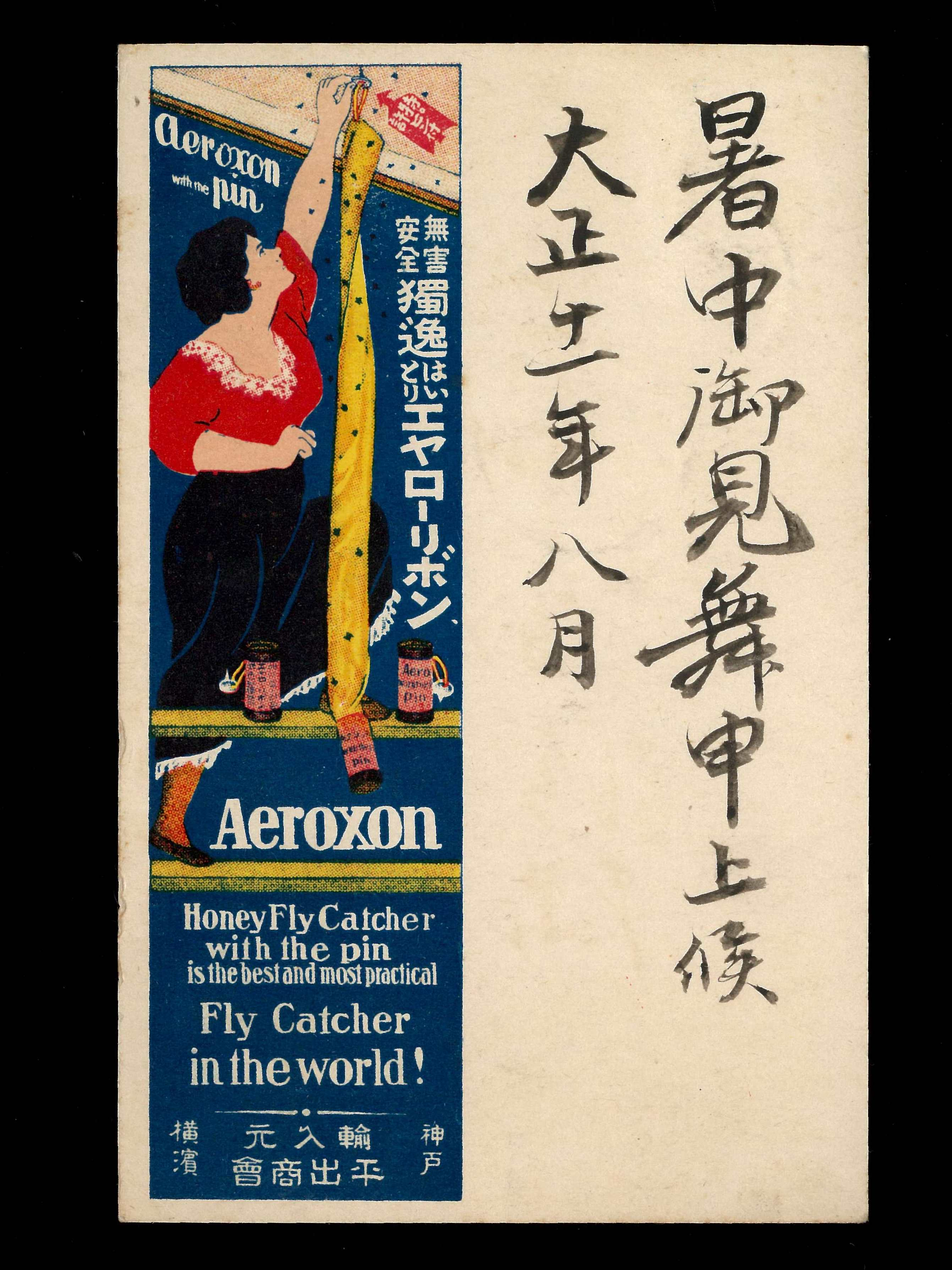
1922年（大正11年）のドイツ製ハエ取り紙の宣伝を兼ねた暑中見舞いハガキ。

## 時期
暑中見舞いの期間の起点については、夏の土用（立秋前の約18日間）とするものや、暑中の期間（小暑から立秋前日の約1か月）とするものがある。また、梅雨明け以降を条件に加えるものもある。

### 残暑見舞い
立秋以降に、人を見舞うことや手紙を出すこと、または、その手紙や贈り物のことは残暑見舞いという。残暑見舞いの期間の終点については、特に日付を指定しないものや、遅くとも8月までとするものがある。

## その他
かつては日本郵便が、暑中見舞い用のはがきとして「かもめ〜る」を発売していたが郵便需要の減少などに伴い2020年度の発行をもって終了した。